# Landú Mavanga
Landú Mavanga (Luanda, 4 gennaio 1990) è un calciatore angolano, portiere del Vita Club.

## Carriera
Dopo delle esperienze in patria tra Académica Soyo, Recreativo do Libolo, Interclube e Onze Bravos, nell'agosto 2020 si trasferisce al Vita Club.

### Nazionale
Ha esordito con la nazionale angolana nel 2012. Ha partecipato inoltre alla Coppa d'Africa 2013 ed alla Coppa d'Africa 2019.

## Palmarès

### Club

#### Competizioni nazionali
- Campionato angolano: 4

Libolo: 2011, 2012, 2014, 2015